# Bufonocarodes tumulosus
Bufonocarodes tumulosus är en insektsart som beskrevs av Leo L. Mishchenko 1951. Bufonocarodes tumulosus ingår i släktet Bufonocarodes och familjen Pamphagidae. Inga underarter finns listade i Catalogue of Life.